# Villa Ruggeri
 (mai 2020).
Si vous disposez d'ouvrages ou d'articles de référence ou si vous connaissez des sites web de qualité traitant du thème abordé ici, merci de compléter l'article en donnant les références utiles à sa vérifiabilité et en les liant à la section « Notes et références ».
La villa Ruggeri (ou pavillon Ruggeri), construit entre 1902 et 1907 sur l'idée du propriétaire, l'industriel pharmaceutique Oreste Ruggeri, est un exemple d'architecture Art nouveau en      Italie.

## Description
Le bâtiment, situé au n° 1 du piazzale della Libertà à Pesaro, a été soumis à contrainte au titre des bâtiments d’intérêt monumental en 1962.
La caractéristique principale du pavillon est la présence très riche dans les quatre parements extérieurs de décorations inspirées du monde marin et du monde végétal. La position face à la mer le valorise au point que beaucoup de visiteurs s’arrêtent pour l’admirer.
À l’origine, le pavillon était tout coloré, donc pas vert et blanc comme il l'est aujourd’hui, avec des portes en bronze scintillantes représentant les branches de la famille du propriétaire.
L’exécution du petit édifice fut confiée à l’architecte d'Urbino Giuseppe Brega, qui en dessina spécialement les meubles, les décorations et les parements extérieurs.
Tout dans le pavillon devait ramener à ce goût typique, si en vogue dans l’Europe de l’époque, qui avait fait du Gesamtkunstwerk son rempart.
Certaines villas, résidences d’été, réalisées à la même époque, dans le style Art Nouveau, avec des détails mauresques, se trouvent dans le Salento, mais n’ont pas le raffinement de la maison d’Oreste Ruggeri.
Récemment, Laura-Ingrid Paolucci a publié un livre qui raconte en profondeur toute l’histoire de la construction à aujourd’hui, mais surtout contenant des photos de l’intérieur, inconnus de la plupart des habitants de Pesaro car fermé au public.